# Herboldshauser Bach
Der Herboldshauser Bach ist ein Bach im nordöstlichen Baden-Württemberg im Landkreis Schwäbisch Hall, der im Gebiet der Kleinstadt Kirchberg an der Jagst und an dessen Rand verläuft. Er ist nicht ganz 4 km lang, fließt etwas nordostwärts und mündet an der zum Weiler Lobenhausen gehörenden Lobenhauser Mühle der Stadt von links in den dortigen Mühlkanal neben der mittleren Jagst.

## Geographie

### Verlauf
Der Herboldshauser Bach entsteht auf knapp 424 m ü. NHN in einer weniger als einen halben Quadratkilometer großen Waldinsel an der Stadtgrenze von Crailsheim zu Kirchberg an der Jagst nahe der waldquerenden Trasse der K 2500 vom Crailsheimer Weiler Saurach im Süden zum Kirchberger Weiler Herboldshausen im Norden. Auf dem ersten Drittel seines Laufes zieht der Bach ungefähr nordwärts, bald außerhalb des Waldes zwischen Feldern. Zusammen mit der Kreisstraße unterquert der Bach die Bundesautobahn 6 und läuft dann am Westrand des Wiesen-Weichbildes um Herboldshausen. Am ehemaligen Wasserschloss fließt mit dem Greutbach von rechts der erste größere Zufluss zu, der an der Autobahn entsteht und zuvor den Weiler durchzieht. Etwa zweihundert Meter weiter folgt der Wüstenbach, der aus dem Westen kommt.
Dort knickt der Lauf nach Nordosten ab und unterquert zum zweiten Mal nach der Autobahn-Unterführung die K 2500, von der eine dem Bach nun folgende Verbindungsstraße nach Lobenhausen abzweigt. An den Grund des sich nunmehr stärker einkerbenden Tals treten die Waldinseln Hochholz  links und Großes Weilersholz rechts nahe heran. Nahe einem aufgelassenen und verwachsenen alten Muschelkalkbruch wird das Tal zur walderfüllten kleinen Klinge, in der zum Schutz der dicht am Wasser laufenden Straße große eingebrachte Kalkblöcke das linke Ufer schützen. Dieser Klingenabschnitt, auf dem Crailsheimer Gebiet von Südosten her teilweise bis einige Schritte über den Bachlauf hinwegreicht, endet nach einem guten halben Kilometer, nicht etwa an der Bachmündung, sondern am Rand der vom Fluss verlassenen Lobenhauser Jagstschlinge um den namengebenden Kirchberger Weiler.
In dieser fließt er galeriebegleitet zunächst flacher, nimmt bald von Lobenhausen her auf unter 377 m ü. NHN in der Schlingenmitte einen kleinen Zulauf auf und berührt fast den Westrand des Weilers.  Auf seinem nun nurmehr noch gut einen halben Kilometer langen Restlauf, der teils von Röhrichtstreifen besäumt ist, steigt die L 1041 Crailsheim–Kirchberg mit ihm ins Tal ab. An dessen Rand an der Lobenhauser Mühle des Weilers mündet er schließlich nach einem insgesamt 3,8 km langen, mit mittlerem Sohlgefälle von etwa 2,1 ‰ durchlaufenen Weg in den Mühlkanal linksseits der mittleren Jagst.

### Einzugsgebiet
Das 4,6 km² große Einzugsgebiet des Herboldshauser Bachs liegt naturräumlich gesehen, mit seinem südwestlichen und mittleren Teil, überwiegend im Unterraum Haller Ebene der Hohenloher und Haller Ebene, in dem der Bach auch entspringt und für gut die erste Hälfte verbleibt. Danach durchzieht er im Nachbar-Naturraum Kocher-Jagst-Ebenen die jagstparallelen Streifen von deren Unterräumen Östliche Kocher-Jagst-Riedel und zuletzt Mittleres Jagsttal. Mit über 445 m ü. NHN am höchsten liegt das Terrain darin am westlichsten Punkt zwischen der Autobahnausfahrt Kirchberg der Bundesautobahn 6 und dem südlichen Geißholz, doch auch im ganzen Bogen der oberen Wasserscheide bis hinab beidseits des Mittellaufs im Hochholz links und im Großen Weilersholz rechts fällt das Gelände fast nie unter 435 m ü. NHN.
Das Einzugsgebiet ist eine überwiegend offene und meist ackerbaulich genutzte Landschaft mit viermal Anteilen von Waldinseln am Rande; die erste ganz im Süden, in welcher der Herboldshauser Bach entspringt; das Geißholz im Westen des Oberlaufs; das Hochholz links, sowie das Große Weilersholz rechts über dem Mittellauf. Letzteres geht hangabwärts in den schmalen und kurzen Klingenwald über, den der Bach kurz vor dem Eintritt in die alte Talschlinge der Jagst bei Lobenhausen durchläuft, in welcher dann ebenfalls ein schmaler Hangwaldstreifen am alten Prallhang steht, der seinerseits an der Bachmündung in den linken Hangwald des Jagsttales übergeht. Besiedlung gibt es im Gebiet nur in Gestalt des Weilers Herboldshausen etwas rechts des Oberlaufs am Zufluss des Greutbachs sowie des Weilers Lobenhausen ebenfalls etwas rechts kurz vor der Mündung, zu dem auch die Lobenhauser Mühle an der Mündung gehört, der einzige Siedlungsplatz direkt am Lauf. Hinzu kommt ein Zwickel eines neueren Gewerbegebiets im Außenbereich des selbst außerhalb liegenden Weilers Kleinallmerspann nahe der Autobahnauffahrt Kirchberg. Alle diese gehören zur Kleinstadt Kirchberg an der Jagst, ebenso der weit überwiegende Teil der Fläche. An dieser hat sonst nur die Stadt Crailsheim mit zwei Waldzwickeln Anteil, mit der südöstlichen, Reisich genannten Hälfte der Waldinsel, in der der Bach entsteht, sowie dem Großen Weilersholz, wo in der Klinge das Stadtgebiet sogar wenige Meter über den Bach aufs linke Bachufer hinüberreicht.
Die nördliche Wasserscheide vom Hochholz bis an die Mündung grenzt ans unmittelbare Einzugsgebiet der hier nahen abwärtigen Jagst, welche auf diesem Abschnitt von der Scheide her nur durch einen kurzen und unbeständigen Schluchtbach durch die Teufelsklinge und ein ebenso unbeständiges kurzes Hanggerinne Zufluss erfährt. Hinter der gesamten rechten Wasserscheide von der Mündung bis hinauf an den Südrand der Waldinsel, in welcher der Herboldshauser Bach entsteht, sammelt der wenig aufwärts des Herboldshauser Bachs mündende Grundbach den Abfluss an der anderen Seite, erst im Bereich der alten Lobenhauser Jagstschlinge direkt, dann überwiegend über seine linken Zuflüsse Weilersbach und Fürbach. Der Tiefenbach und das Brühlbächle, zwei rechte Zuflüsse der zur Bühler laufenden Schmerach, konkurrieren an der südwestlichen Einzugsgebietsgrenze, auf der also ihr hydrologisch bedeutendster Abschnitt entlang der Kocher-Jagst-Wasserscheide verläuft. An der nordwestlichen folgen nacheinander der höhere Scherrbach-Zufluss Hofbach, der Heppach und zuletzt der Schindelbach, die abwärts des Herboldshauser Bachs ebenfalls in die Jagst entwässern.

### Zuflüsse und Seen
Liste der Zuflüsse von der Quelle zur Mündung. Gewässerlänge, Einzugsgebiet und Höhe nach den entsprechenden Layern auf der Onlinekarte der LUBW. Andere Quellen für die Angaben sind vermerkt.
Ursprung des Herboldshauser Bachs auf etwa 424 m ü. NHN in der Waldinsel südlich von Herboldshausen an der Gewanngrenze zwischen dem Crailsheim-Triensbacher Reisach und dem Kirchberg-Lendsiedler Gemeindeholz. Der Bach fließt zunächst nördlich.
- Greutbach, von rechts und Südosten auf etwa 423 m ü. NHN beim vorher von ihm durchflossenen Herboldshausen, 0,6 km und ca. 0,5 km². Entsteht auf etwa 432 m ü. NHN neben der Bundesautobahn 6 südsüdöstlich von Herboldshausen.
- Wüstenbach, von links und Westen auf etwa 421 m ü. NHN etwa 0,2 km nach dem vorigen, 0,7 km und ca. 1,0 km². Entsteht auf etwa 429 m ü. NHN an einer Feldweggabel nordwestlich von Herboldshausen.

- (Unbeständiger Bach aus dem Hochholz), von links und Westen auf etwa 418 m ü. NHN gegenüber dem ehemaligen Steinbruch am Großen Weilersholz, ca. 0,6 km[LUBW 5] und ca. 0,3 km². Entsteht auf etwa 434 m ü. NHN neben einem west-östlichen Waldweg durchs Hochholz. Fließt im Unterlauf dräniert unter einem Feld.

- (Unbeständiger Bach in der Lobenhausener Jagsttalschlinge), von rechts und Südosten auf unter 377 m ü. NHN[LUBW 6], ca. 0,4 km[LUBW 5] und ca. 0,4 km². Entfließt auf etwa 478 m ü. NHN hinterm Haus Nr. 18 von Lobenhausen einem winzigen Teich. Entstand früher wohl im oder am Feldgewann Brunnenwiesen im Südosten Lobenhausens. Entwässert den überwiegenden Teil der ehemaligen südlichen Jagsttalschlinge.

Mündung des Herboldshauser Bachs von links und Südwesten auf etwa 355 m ü. NHN bei der Lobenhauser Mühle in den dortigen Mühlkanal links der mittleren Jagst. Der Bach ist 3,8 km lang und hat ein Einzugsgebiet von 4,6 km².

## Geologie
Auch im Einzugsgebiet des Herboldshauser Bachs zeigt sich die typische Schichtenfolge der linken Jagstzuflüsse bei Kirchberg. Oberste Schicht ist eine Lösssediment-Auflage aus  quartärer Ablagerung auf dem flächenhaft auf der Hochebene dominanten Lettenkeuper (Erfurt-Formation), der untersten Keuper-Schicht. Darunter setzt der Obere Muschelkalk ein, kenntlich und meist sichtbar an den Klingeneinschnitten in Richtung Jagst, in der um Kirchberg herum auch das Bett des aufnehmenden Flusses Jagst liegt. Im Falle des Herboldshauser Bachs liegt die Quelle im Bereich der Lösssedimentschicht und der Muschelkalk beginnt am oder kurz nach dem Laufknick nach Nordosten. Am alten Muschelkalkbruch vor Beginn des bewaldeten Klingenabschnitts ist an einer kleinen Abbauwand der Obere Muschelkalk aufgeschlossen; der alte Steinbruch und eine Schichtfugenhöhle am Fuß der Wand sind Geotope. Auch links der L 1041 am Übergang ins Jagsttal ist der Obere Muschelkalk in tieferer Lage angeschnitten. Dieser Geotop ist wegen einer Stützmauer gegen den Berg im unteren Bereich nicht gut einsehbar.

### LUBW
Amtliche Online-Gewässerkarte mit passendem Ausschnitt und den hier benutzten Layern: Lauf und Einzugsgebiet des Herboldshauser Bachs

Allgemeiner Einstieg ohne Voreinstellungen und Layer: Daten- und Kartendienst der Landesanstalt für Umwelt Baden-Württemberg (LUBW) (Hinweise)
1. 1 2 3 4  Höhe nach dem Höhenlinienbild auf dem Hintergrundlayer Topographische Karte.
2. 1 2  Länge nach dem Layer Gewässernetz (AWGN).
3. 1 2  Einzugsgebiet nach dem Layer Basiseinzugsgebiet (AWGN).
4. ↑  Einzugsgebiet abgemessen auf dem Hintergrundlayer Topographische Karte.
5. 1 2  Länge abgemessen auf dem Hintergrundlayer Topographische Karte.
6. ↑  Höhe nach schwarzer Beschriftung auf dem Hintergrundlayer Topographische Karte.
7. ↑  Geotopbeschreibungen teils nach dem einschlägigen Layse.

### Andere Belege
1. ↑  Wolf-Dieter Sick: Geographische Landesaufnahme: Die naturräumlichen Einheiten auf Blatt 162 Rothenburg o. d. Tauber. Bundesanstalt für Landeskunde, Bad Godesberg 1962. → Online-Karte (PDF; 4,7 MB)
2. ↑  Geologie grob nach: Mapserver des Landesamtes für Geologie, Rohstoffe und Bergbau (LGRB) (Hinweise)